# حریف (روزنامه)
حریف نام یکی از مطبوعات استان فارس در دوران پهلوی اول است.
این روزنامه از سال ۱۳۰۶ خورشیدی به وسیله سید نورالدین گلستانه، در شیراز به چاپ رسیده‌است.